# 王建磐
王建磐（1949年1月2日—），男，福建古田人，中國数学家，华东师范大学数学系教授、博士生导师，兼任上海市数学会理事长；曾任华东师范大学校长。

## 生平
1949年生于福建省古田县。1978年自学考取华东师范大学数学系研究生，1981年获理学硕士学位并留校工作。1982年考取华东师范大学博士研究生并于当年获得理学博士学位，是中国首批18位自己培养的博士之一。
1989年至1990年在美国弗吉尼亚大学任访问副教授。1995年5月，中国数学会第七次代表大会在北京清华大学举行，会议选举产生了77名理事，并召开理事会第一次会议，他出任常务理事。1997年至2005年任华东师范大学校长。1998年获得陈省身数学奖。
2013年3月27日起任华东师范大学孟宪承书院（社会科学和地理科学）院长。